# Nattividad
Nattividad es el segundo álbum de estudio de la cantante dominicana Natti Natasha, lanzado a través de los sellos discográficos Pina Records y Sony Music Latin el 24 de septiembre de 2021.
El álbum inicialmente generó cinco sencillos: «Antes que salga el sol», «Las Nenas», «Ram pam pam», «Philliecito», «Noches en Miami».
Nattividad debutó en el número dos de la lista estadounidense Top Latin Albums de Itunes. Junto con el lanzamiento del álbum, se lanzó «Imposible amor», junto al cantante y compositor colombiano Maluma.

## Antecedentes
La cantante anunció que estaba trabajando en un próximo álbum en junio de este año y que lo grabó estando embarazada, Natti cito "Ella estuvo en el proceso de grabación visual, creativo, vocal, y nunca fue un impedimento". El álbum cuenta con el hit «Ram Pam Pam» junto a su colega Becky G y que se vuelven a unir tal y como fue «Sin Pijama». El título del álbum es una mezcla de emociones para la cantante, ya que hace alusión a su nombre, el nombre de su hija y la palabra en si, que significa nacimiento.

## Promoción
Como promoción del álbum se lanzaron cinco sencillos principales: «Antes que salga el sol» junto a Prince Royce, «Las Nenas» junto a Cazzu, Farina y La Duraca, «Ram Pam Pam» junto a Becky G, «Philliecito» junto a Nio García & Brray y «Noches en Miami». Para el estrenó de su disco la cantante se presentó en los Latin Billboard interpretando el remix de su último sencillo «Noches en Miami» producido por Dimitri Vegas & Like Mike.

## Lista de canciones
| N.º | Título                                                         | Productor                              | Duración |  |
| 1.  | «Frozen»                                                       | Gaby Music & Came Beats                | 3:41     |  |
| 2.  | «Imposible Amor» (featuring Maluma)                            | RØMANS & Edge                          | 2:54     |  |
| 3.  | «Noches en Miami»                                              | Golden Mindz & Edge                    | 2:35     |  |
| 4.  | «Antes que salga el sol» (featuring Prince Royce)              | Neneto, DJ Luian & Mambo Kingz         | 3:04     |  |
| 5.  | «No Quiero Saber»                                              | Gaby Music, White Star & IAmChino      | 2:50     |  |
| 6.  | «Ram Pam Pam» (featuring Becky G)                              | Luny Tunes, Brasa & YannC El Armónico  | 3:21     |  |
| 7.  | «Las Nenas» (featuring Cazzu, Farina & La Duraca)              | Luny Tunes, BK & Dímelo Flow           | 3:45     |  |
| 8.  | «Qué Mal Te Fue» (Remix)(featuring Justin Quiles & Miky Woodz) | Dímelo Flow                            | 3:27     |  |
| 9.  | «Me Felicito»                                                  | BK, Slow Mike & Dímelo Flow            | 3:22     |  |
| 10. | «Qué Lío»                                                      | Came Beats                             | 3:26     |  |
| 11. | «Fue Tu Culpa» (featuring Fran Rozzano)                        | Luny Tunes                             | 2:54     |  |
| 12. | «Arrebatá»                                                     | Sky Rompiendo & Taiko                  | 2:40     |  |
| 13. | «Eleven»                                                       | Xound                                  | 3:13     |  |
| 14. | «Hablando de Mí»                                               | Edge, The Rudeboyz & Ily Wonder        | 3:01     |  |
| 15. | «Philliecito» (featuring Nio García & Brray)                   | Xound                                  | 4:12     |  |
| 16. | «Cuento Breve»                                                 | Alex Killer                            | 3:49     |  |
| 17. | «Noches En Miami» (EDM Remix)                                  | Bassjackers, Dimitri Vegas & Like Mike | 4:05     |  |

## Posicionamiento en listas
| Listas (2021)                        | Mejor posición |
| ------------------------------------ | -------------- |
| Estados Unidos (Top Latin Albums)    | 14             |
| Estados Unidos (Latin Rhythm Albums) | 11             |
| España (PROMUSICAE)                  | 36             |

## Certificaciones
| País           | Organismo certificador | Certificación | Ventas certificadas |
| -------------- | ---------------------- | ------------- | ------------------- |
| Estados Unidos | RIAA (Latin)           | Oro           | 30 000              |